# عصفور بن راشد
عُصفور بن راشد أوَّلُ أُمراء الدولة العصفورية ومؤسِّسها وإليه تُنسب الأسرة العصفورية.

## النَّسب
بنو عامر
يرى بعض الباحثين أنه من بني عامر بن صعصعة ونسبه: عصفور بن راشد بن عميرة بن سنان بن عقيلة بن شبابة بن قديمة بن نباتة من بني عامر.
بنو خالد
ويرى البعض أنه هو وأسرته من قبيلة بني خالد من ذرية المهاجر بن خالد بن الوليد.

### فِهرِس المراجع
1. ↑  المديرس (2002)، ص. 145.
2. 1 2  خليل (2006)، ص. 355.
3. ↑  الخالدي (2011)، ص. 18.

### بَيانات المراجع
الكُتُب مُرتَّبة حَسب تاريخ النَّشر
- عبد الرحمن بن مديرس المديرس (2002). الدولة العُيُونيَّة في البَحْرَيْن: 469-636هـ/1076-1238م. الرياض: دارة الملك عبد العزيز. ISBN:9960-693-81-3. LCCN:2003346798. OCLC:52358413. OL:20126399M. QID:Q118072568.
- محمد محمود خليل (2006). تاريخ الخليج وشرق الجزيرة العربية المسمى إقليم البحرين: في ظل حكم الدويلات العربية (العيونيين-العصفوريين-بني جروان-سلطنة هرمز-الجبور) (ط. 1). القاهرة: مكتبة مدبولي. ISBN:977-208-592-5. LCCN:2006308817. OCLC:70634495. OL:16272475M. QID:Q118669529.
- خالد بن عزام بن حمد الخالدي؛ إيمان بنت خالد الخالدي (2011). السلطنة الجبرية: في نجد و شرق الجزيرة العربية (ط. 1). بيروت: الدار العربية للموسوعات. ISBN:978-9953-563-16-9. LCCN:2011332519. OCLC:705005796. OL:25365932M. QID:Q120997896.